# Paul McPherson
Paul L. McPherson (Chicago, Illinois, 3 de julio de 1978) es un exjugador de baloncesto estadounidense que jugó una temporada en la NBA, además de hacerlo en Italia, Francia, Argentina, Georgia y en ligas menores de su país. Con 1,93 metros de estatura, lo hacía en la posición de base.

## Trayectoria deportiva

### Universidad
Luego de jugar dos temporadas en la NJCAA como parte de los Eagles del Tallahassee Community College y de los Tritons del Kennedy–King College, fue reclutado por los Blue Demons de la Universidad DePaul, equipo enrolado en la Big East Conference de la División I de la NCAA. En su única temporada allí promedió 11,2 puntos, 4,7 rebotes y 1,8 asistencias por partido.

### Profesional
Tras no ser elegido en el Draft de la NBA de 2000, fichó como agente libre con los Phoenix Suns, con los que disputó 33 partidos, en los que promedió 3,3 puntos y 1,4 rebotes. En el mes de enero fue traspasado junto con Corie Blount y Rubén Garcés a los Golden State Warriors a cambio de Vinny Del Negro. Allí acabó la temporada, promediando 6,8 puntos y 1,4 rebotes por partido.
Su arresto en Oakland durante el verano de 2001 por posesión ilegal de armas de fuego y marihuana complicaría su continuidad en la NBA. Aun así tuvo la chance de participar de un campo de entrenamiento con los Denver Nuggets durante la pretemporada, empero la franquicia no le ofreció un contrato. En consecuencia McPherson pasaría a jugar en las ligas menores estadounidenses. 
Su primer destino fue el Phoenix Eclipse de la ABA. En 2002 se unió a los Yakima Sun Kings de la CBA, pero, tras 8 partidos de temporada regular, dejó el equipo para irse de gira con los Harlem Globetrotters. Durante el verano de 2003 participó del programa de telerrealidad sobre streetball Battlegrounds: King of the World, auspiciado por la empresa Nike y transmitido al año siguiente por MTV. Volvió luego a la CBA como fichaje del Rockford Lightning, pero poco después se uniría al Idaho Stampede, equipo con el cual completaría la temporada 2003-04.
En diciembre de 2004 se sumó a los Gary Steelheads, otro equipo de la CBA, pero sólo jugó 5 partidos antes de dejar su país para reforzar al Pallacanestro Reggiana de la Lega Basket Serie A de Italia. Posteriormente regresaría a esa competición, jugando dos temporadas con el Basket Livorno. En el total de su paso por el baloncesto italiano promedió 11,8 puntos y 3,3 rebotes por partido. 
Hizo luego la pretemporada con el AEK de Grecia, pero fue cortado del equipo antes de que comenzara la temporada regular. A comienzos de 2008 fichó por el Hyères-Toulon Var Basket francés, con los que jugó media temporada de la LNB, en la que promedió 7,2 puntos y 2,1 rebotes por partido.
Sus últimas experiencias como jugador profesional serían sus fugaces pasos por el Sakalatburto k'lubi Rustavi de la Superliga de Georgia y por El Nacional Monte Hermoso de la Liga Nacional de Básquet de Argentina.
En 2017 jugó en el BIG3 como miembro del equipo Power.

## Estadísticas de su carrera en la NBA

### Temporada regular
| Temp.   | Edad | Equipo                | Liga | Pos. | P  | TIT | MIN  | TC  | TCA | %TC  | 3P  | 3PA | %3P  | 2P  | 2PA | %2P  | TL  | TLA | %TL  | R.OF. | R.DEF. | REB | ASIS | ROB | TAP | PER | FP  | PTS |
| 2000-01 | 22   | TOTAL                 | NBA  | PG   | 55 | 0   | 10.8 | 2.0 | 3.9 | .505 | 0.0 | 0.2 | .167 | 1.9 | 3.7 | .525 | 0.8 | 1.1 | .724 | 0.7   | 0.7    | 1.4 | 0.7  | 0.5 | 0.1 | 0.9 | 1.5 | 4.8 |
| 2000-01 | 22   | Phoenix Suns          | NBA  | PG   | 33 | 0   | 9.3  | 1.4 | 2.9 | .490 | 0.0 | 0.2 | .000 | 1.4 | 2.7 | .522 | 0.5 | 0.7 | .750 | 0.6   | 0.8    | 1.5 | 0.5  | 0.4 | 0.1 | 0.7 | 1.5 | 3.4 |
| 2000-01 | 22   | Golden State Warriors | NBA  | PG   | 22 | 0   | 13.0 | 2.8 | 5.5 | .517 | 0.1 | 0.3 | .333 | 2.7 | 5.2 | .526 | 1.1 | 1.5 | .706 | 0.9   | 0.5    | 1.4 | 1.0  | 0.6 | 0.0 | 1.1 | 1.5 | 6.8 |
| Total   |      |                       | NBA  |      | 55 | 0   | 10.8 | 2.0 | 3.9 | .505 | 0.0 | 0.2 | .167 | 1.9 | 3.7 | .525 | 0.8 | 1.1 | .724 | 0.7   | 0.7    | 1.4 | 0.7  | 0.5 | 0.1 | 0.9 | 1.5 | 4.8 |

## Vida personal
En octubre de 2023 fue encarcelado bajo la acusación de estupro, denunciado por una estudiante de la Englewood High School de Jacksonville, Florida, donde McPherson se desempeñaba como guardia de seguridad y entrenador del equipo de baloncesto de la institución. Fue acusado de cuatro cargos de actividad sexual ilegal con un menor, tres cargos de contribuir a la delincuencia de un menor y un cargo de posesión de menos de 20 gramos de marihuana y uso ilegal de un dispositivo de comunicación bidireccional.